# Grip (elektronická cigareta)
Jako grip neboli mod je označována podskupina elektronických cigaret. Obecně je používají lidé, kteří mají s vapováním již určité zkušenosti. Gripy tvoří tělo elektronické cigarety obsahující vestavěnou baterii ale častěji jen prostor pro vkládání baterie externí – jednoho či dvou článků. Součástí gripu je také ovládací zařízení, případně i informační displej. Gripy se prodávají samostatně nebo v kompletu s clearomizérem.
Gripy se dělí na dvě základní skupiny:
1. elektronické gripy,
2. mechancké gripy (zde se častěji používá mechanický mod).

## Elektronické gripy
Elektronické gripy jsou relativně složitější zařízení, která vedle baterie obsahují i ovládací elektroniku. Ta umožňuje individuální nastavení e-cigarety. U většiny modelů lze stanovit hned několik parametrů, které se podílejí na výsledném zážitku z vapování. Základem je nastavení výkonu žhavicí spirály. Některé elektronické gripy poskytují statistické údaje o vapování, informaci o stavu akumulátoru a také ochranu proti přehřátí.

## Mechanické mody
Mechanické mody jsou jednoduchá zařízení, což někteří uživatelé oceňují díky nižší poruchovosti. Na druhou stranu tato zařízení neposkytují ochranu před případným zkratem. Sestávají z tubusu, ve kterém je vestavěná nebo vyjímatelná baterie a atomizéru. Další součástkou je spínač, případně bezpečnostní zámek bránící nechtěnému spuštění. Mechanické mody jsou určené pro zkušenější vapery. Baterie by neměla být přetěžována příliš nízkým odporem žhavicí spirály nebo silným vybíjením.